# Bojong (Bungbulang)
Bojong is een bestuurslaag in het regentschap Garut van de provincie West-Java, Indonesië. Bojong telt 4600 inwoners (volkstelling 2010).